# 1705 Тапіо
1705 Тапіо (1705 Tapio) — астероїд головного поясу, відкритий 26 вересня 1941 року.
Тіссеранів параметр щодо Юпітера — 3,540.
Названо на честь персонажу Тапіо із фінського епосу Калевала.